# 毛利房郷
毛利 房郷（もうり ふささと）は、戦国時代の武将。初め大内氏に属し、後に毛利氏家臣となる。父は毛利房元。毛利氏家臣となって以後は苗字を改め、「林房郷」と名乗った。

## 生涯
大内氏配下で周防国玖珂郡山代庄の志不前郷・貞宗名15石を領した毛利房元の子として生まれる。
天文20年（1551年）5月23日に父・房元の所領を相続することを大内義隆から認められた。同年9月1日の大寧寺の変で大内義隆が陶晴賢に討たれたため、以後は大内義長に仕えた。
天文24年（1555年）6月23日に父・房元に対して、陶晴賢より「備前守」の挙状が出されているが、同年10月1日の厳島の戦い以前に毛利元就に帰順。毛利氏に属してからは苗字を改めて「林房郷」と名乗り、天文24年（1555年）10月22日に毛利隆元から「左衛門尉」の官途名を与えられた。
その後の房郷の動向は不明だが、子の林二右衛門が後を継ぎ、子孫は引続き毛利氏に仕えて長州藩士となっている。